# アンレヒテ
アンレヒテ (ドイツ語: Anröchte,  Anröchte) は、ドイツ連邦共和国ノルトライン＝ヴェストファーレン州アルンスベルク行政管区のゾースト郡に属す町村（以下、本項では便宜上「町」と記述する）である。

## 地理

### 位置
アンレヒテは、ハールシュトラング（山）の北縁、ゾースト郡の南東部に位置する。リップシュタットはこの町の北約 15 km に位置する。最高地点はエフェルン地区の南の海抜 351.4 m、最低地点はアルテンゲーセケ地区の北の海抜 118 m の地点である。

### 地質学
アンレヒテは、経済的に重要なグリュンザントシュタイン（緑色砂岩）の鉱脈上に位置している。

### 隣接する市町村
アンレヒテは、西はバート・ザッセンドルフ、北はエルヴィッテ、東はリューテン、南はヴァールシュタインと境を接している。

### 自治体の構成
自治体としてのアンレヒテ町は、以下の10地区に分けられる。人口は2015年12月31日現在の数値である。
- アンレヒテ　7,018人
- アルテンゲーセケ　849人
- アルテンメルリヒ　353人
- ベルゲ　731人
- エフェルン　720人
- クリーフェ　365人
- メルリヒ　716人
- ロプリングハウゼン　159人
- エルデ　318人
- ヴァルトリングハウゼン　97人
- 合計　11,346人[4]

## 歴史

### 魔女狩り
1630年頃の魔女狩りの時代、ハインリヒ・シュルトハイスがアンレヒテにおける魔女狩りを指揮した。

### 宗教
2015年12月31日現在のアンレヒテの宗教分布は以下の通りである。

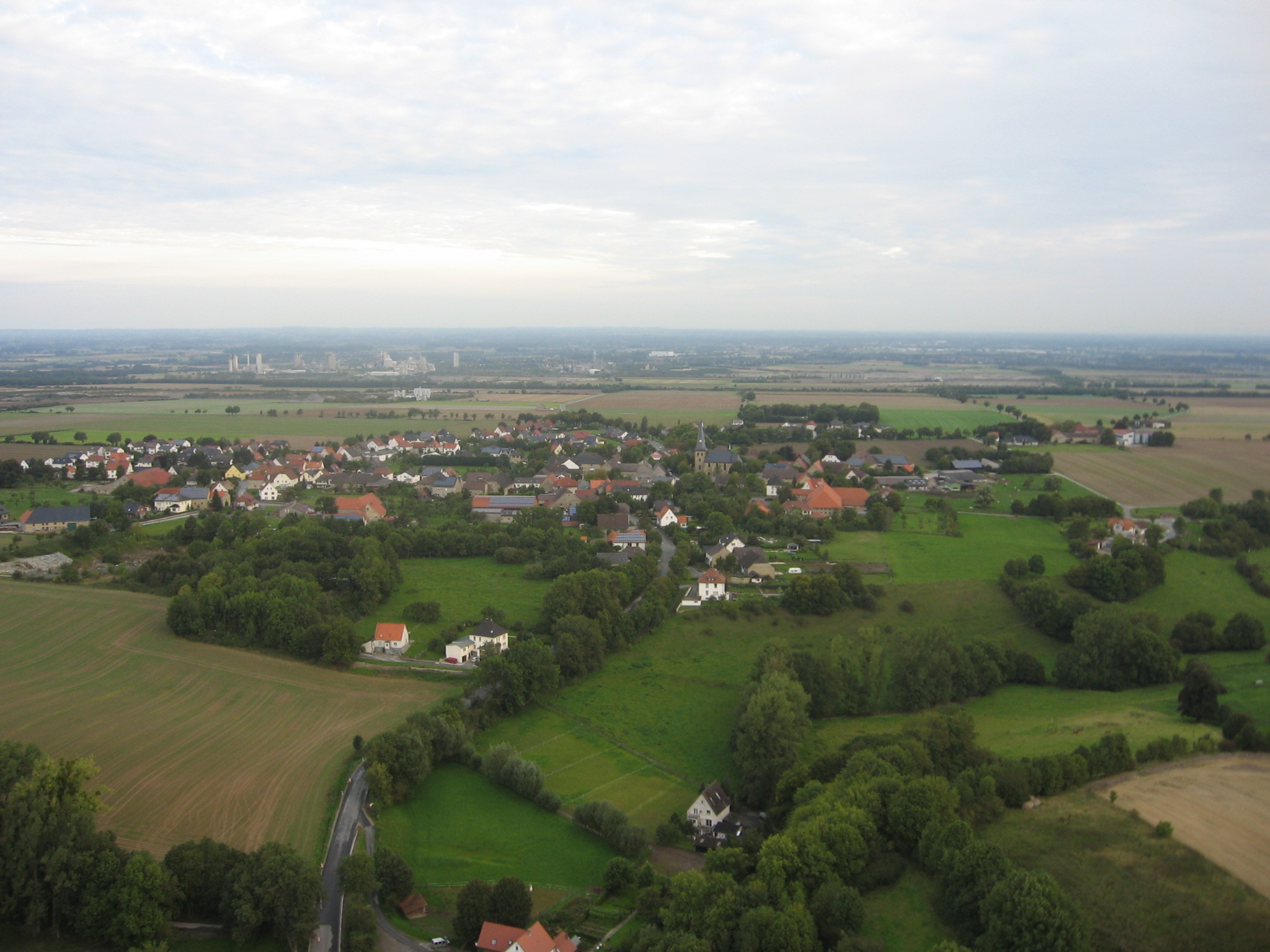
アンレヒテ＝ベルゲの航空写真

- カトリック　7,091人
- 福音主義　1,937人
- その他の宗教または無宗教　2,318人

### 町村合併
1975年1月1日に、それまで独立した町村であったアルテンゲーセケ、アルテンメルリヒ、ベルゲ、エフェルン、クリーフェ、メルリヒ、ロプリングハウゼン、エルデ、ヴァルトリングハウゼンが廃止され、アンレヒテに合併した。

## 行政

### 議会
アンレヒテの町議会は、26議席からなる。

### 首長
2015年10月21日から無所属のアルフレート・ヨアヒム・シュミットがアンレヒテの町長を務めている。彼は 73.0 % の票を獲得して町長に選出された。

### 紋章、印章、幟
アルンスベルク行政管区長官は、1976年3月15日付けの文書で、紋章、印章、幟を使用する許可を与えた。
- 紋章
- 印章
- 幟

図柄: 金地で、緑 - 銀で格子状に彩色されたピラミッド型の壁の上に、羽を広げて飛び立とうとする黒い鷲。
解説: 緑 - 銀のピラミッド型の壁は、アンレヒテ周辺で産出する緑色のドロマイトを表している。鷲は、アルンスベルク伯家傍流のアンレヒテ家を表している。
印章: 印章は町の紋章の図柄で、印章の縁に沿って上部に GEMEINDE、下部に ANRÖCHTE と大文字で書かれている。
幟: 長辺に沿って、1:1 の幅で緑地と黄色地に分割。中央やや上部に町の紋章が描かれている。

### 姉妹自治体
- ラトクフ（ポーランド語版、英語版）（ポーランド、ドルヌィ・シロンスク県、ドイツ名: ヴュンシェルブルク）

1952年12月12日にアンレヒテ町議会でラトクフに対する支援・協力関係が可決され、1954年6月6日に公式に締結された。同時に、アンレヒテ町内の通りがこれにちなんで命名された。終戦時に約40人のヴュンシェルブルク住民がアンレヒテを新たな故郷とし、定期的に郷土交流や郷土祭を行っていたことが、この支援・協力関係の基盤となった。この支援・協力関係は、やがて年とともに両自治体間の姉妹自治体関係に発展していった。アンレヒテ町議会は1991年11月5日に全会一致でラトクフ / ヴュンシェルブルクとの姉妹都市協定締結を決議した。姉妹都市協定文書への署名は、1991年11月29日になされた。この協定の内容は、文化、芸術、教育、学問、健康、技術、スポーツ分野での相互の友好関係の確立と発展である。両自治体の共同活動は、国際協調のためであり、友好自治体相互の上記分野の進展や経済発展に資するはずである。クラブやサークルが参加する相互訪問が定期的に行われている。特に力を入れているのが学校間の交流で、ほぼ毎年交換学生が行われている。多くの個人的なコンタクトによって、「アンレヒテ - ラトクフ友好関係奨励サークル」が1994年に設立された。このサークルは、両自治体間相互の友好完成の確立と拡大を奨励した。このサークルは2015年に解散した。

## 文化と見所

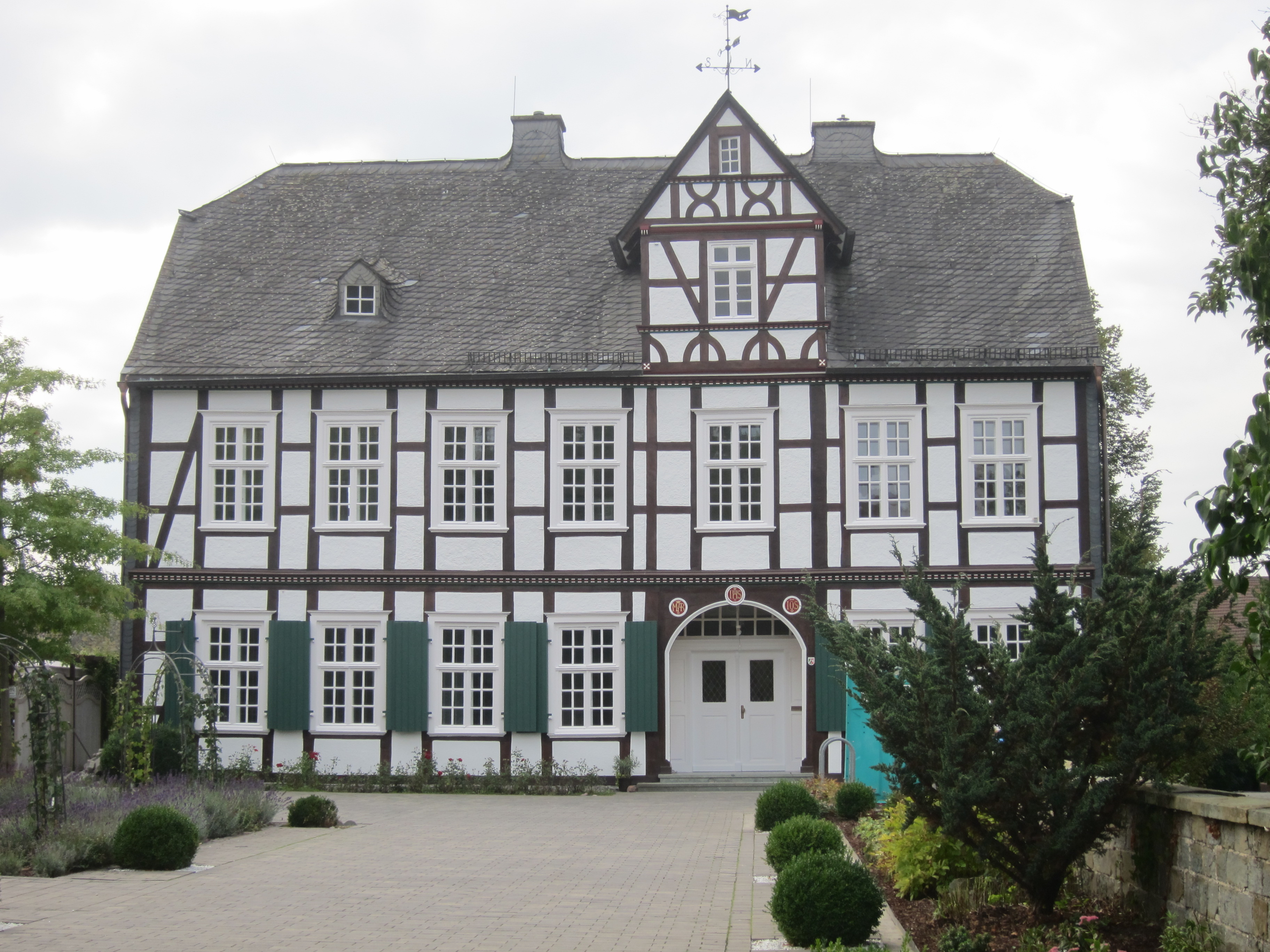
アンレヒテの司祭館

### 建造物
- カトリックの聖パンクラティウス教会の堂々とした塔がこの集落を圧倒している。
- 聖アンナ礼拝堂は、もう一つの保護文化財建造物である。
- メルリヒのアレクサンダー教会も保護文化財に指定されている。
- 集落の中心にある公民館は、様々な種類のイベント会場として愛されている。射撃祭のほかに、たとえば有名なアーチストが参加する「ビッグ・デイ・アウト」フェスティバル[10]などの定期的なイベントも行われる。
- メルリヒのエッゲリングハウゼン城
- ケルン選帝侯の地方行政役所（ホーフ・シュルテ）
- 保護文化財に指定されているゲルリング邸は、かつてはケルン選帝侯の地方役所であった。領主館は、元々改築されたものであった。2本の隅塔を持つ3階建ての長く伸びたこの石造建築は、1550年から1600年の間に建設された。木組み建築の上階は、後世に造られたものである。付属建造物には、半円塔ヴォールトの地下倉庫がある。紋章板は1551年に制作され、フィリップ・ゾルダンが手を加えたものである。この紋章板にはパーダーボルン大司教区の紋章が描かれている[11]。
- 保護文化財に指定されているゲーテ通り11番地のムース邸はマンサード屋根を持つ領主館風の建物で、1769年に建設された。中央リザリート（ドイツ語版、英語版）の入り口上部に掲げられた年号は1769年と書かれている。玄関へは屋外階段を上る[11]。
- ウンテラー・キルヒ通り12番地の司祭館は保護文化財に指定された半切妻屋根の木組み建築である。この建物は1717年に建設された。北側のリザリートはこれよりも新しい。入り口の上にある屋根裏部屋は1901年に造られた。石造りの納屋が離れて建っている[11]。
- アンレヒテの躓きの石

- 聖パンクラティウス教会
- 聖アンナ礼拝堂
- 聖アレクサンダー教会
- 公民館
- エッゲリングハウゼン城

### 墓地

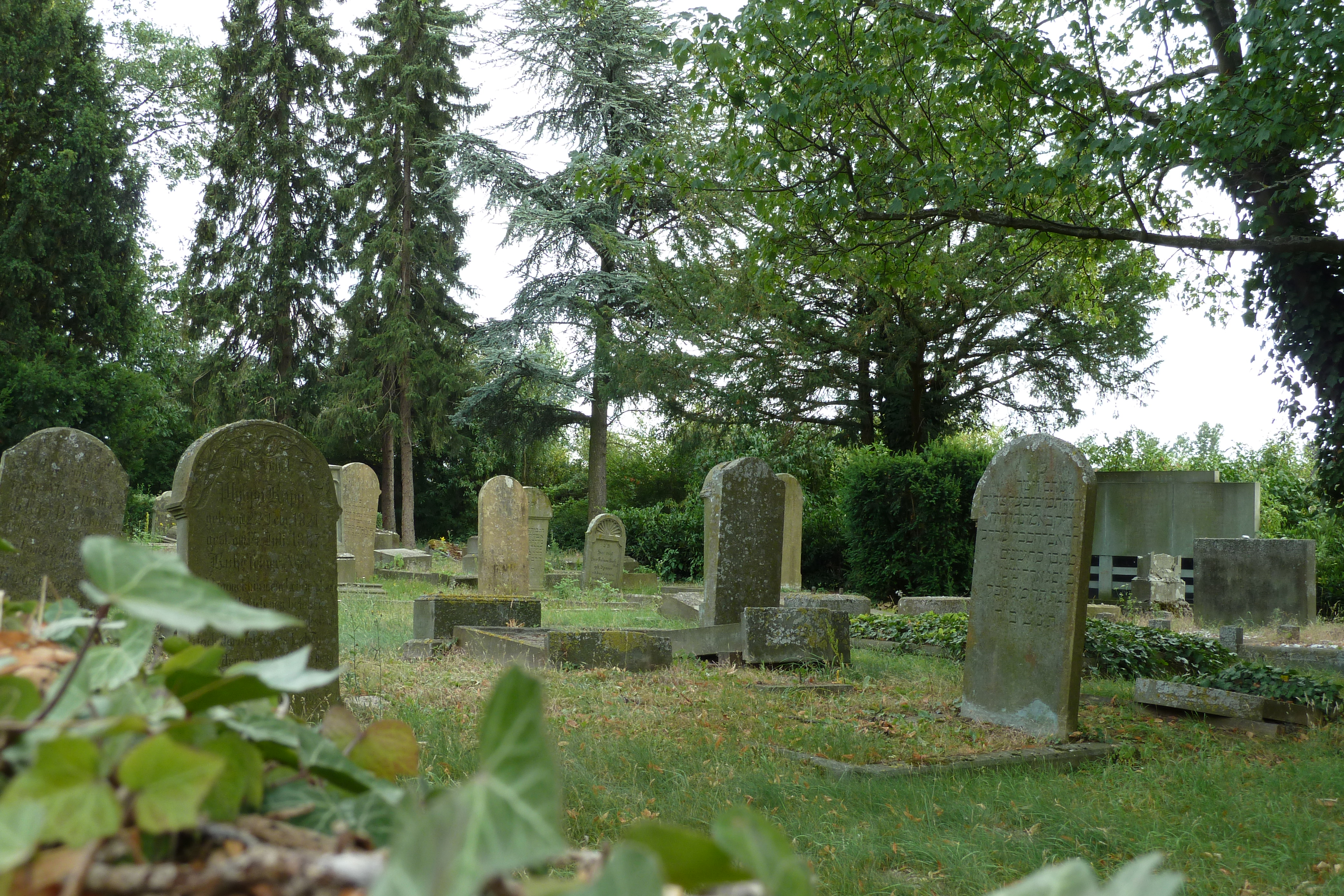
アンレヒテのユダヤ人墓地

ポールガルテン通りのユダヤ人墓地は、1800年以前は集落の外であった。この墓地は石壁で囲まれており、約80基のユダヤ教信者の墓が建っている。最初の埋葬は1667年頃に行われた。

### スポーツ
アンレヒテには多くのスポーツ施設があり、地元のクラブが利用している。
町の中心部、公民館の南にサッカー場があり、地元サッカークラブのホームゲームが行われている。公民館の北には、体育館があり、クラブスポーツや学校スポーツに利用されている。
町の南にアンレヒテのスポーツセンターがある。ここにはサッカー場、テニスコート、乗馬場、サイクリングパーク、5月から9月まで遊泳可能な温水プール「ヴァルトフライバート」がある。
卓球クラブ TTK アンレヒテの第1女子チームは、2003年にブンデスリーガ2部で優勝し、ブンデスリーガ1部に昇格した。その後は1部と2部を行き来しており、2017/18年シーズンは1部リーグに所属している。

### 音楽
アンレヒテ町内には、多くの音楽隊、1つの音楽クラブ、様々な合唱団がある。
2年ごとにアンレヒテでは「ビッグ・デイ・アウト」が開催される。このイベントには、国内外の有名バンドが出演する。

## 経済と社会資本

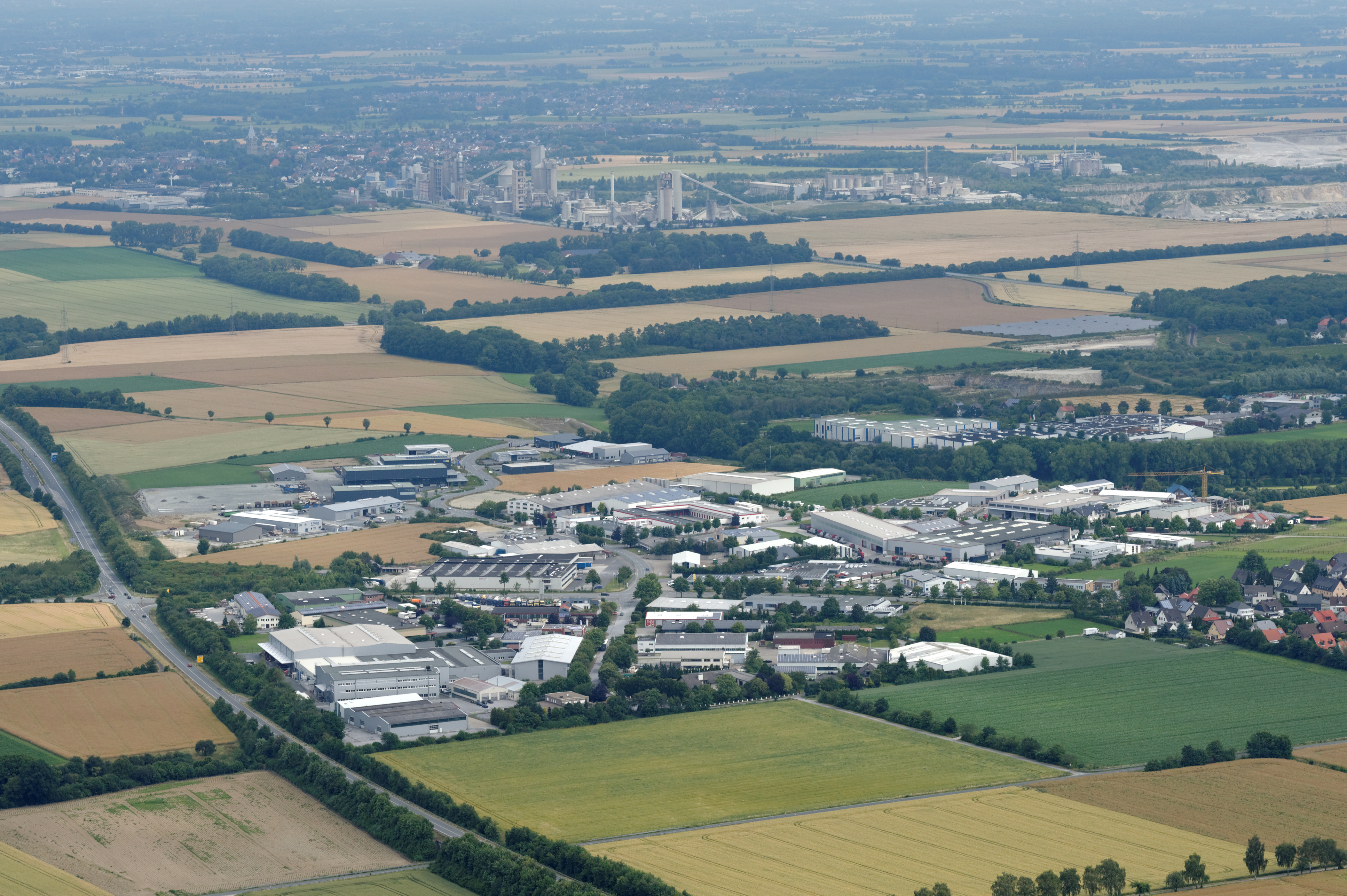
アンレヒテ産業地域

- 採石: アンレヒテおよびその周辺には、アンレヒター・グリューンシュタインの採石場が多くある。「アンレヒター・ドロマイト」という商品名が用いられていたが、アンレヒテの石はドロマイトではないので、これは実際には正しくない。この岩の層の厚さは約 2 m で、下層は緑色（海緑石による）、上層は青みがかった色である。この岩は様々な建築目的（たとえばファサードの装飾、壁や芸術作品の素材）に用いられている。
- 産業地域: この町には3つの産業地域がある。一部はアウトバーンのインターチェンジに直接面している。
- 風力発電: ハールシュトラングの高台は、内陸部で最も風が良く吹く山地の一つである。地面から 50 m の高さでは、年間平均 6.0 m/s の風が吹く。無限のエネルギー源である風による発電は、ここでは特に経済的である。この発電所の全発電量は約7千万kWhにおよぶ。
- 経済振興会: アンレヒテの経済振興会は、組織上行政トップ（町長）の下位に置かれており、行政および地方自治体の企業フレンドリーでサービス指向の気風を促進する。経済振興会は、アンレヒテの全企業およびアンレヒテの立地に興味を持つ者およびこれら企業の先駆けとしての潜在的投資家に対するサービス機関であると認識されており、あらゆるレベルでこの機能を支援し、この機能を運営している。

### 交通
この町は、連邦道 B55号線と連邦アウトバーン A44号線へのアクセスが便利で、交通の便が良い。さらにアンレヒテは、WLE線ヴァールシュタイン - リップシュタット（貨物運行のみ）によってドイツ鉄道 AG の鉄道網に接続している。また、25 km 離れた地方空港のパーダーボルン/リップシュタット空港経由で全国的な航空網に接続している。

### 教育
アンレヒテには基礎課程学校が 2校ある。中核地区のパンクラティウス基礎課程学校とメルリヒ地区のアレクサンダーシューレである。ゼクンダーシュトゥーフェ I の生徒は、アンレヒテ/エルヴィッテ・ゼクンダーシューレで学ぶことができる。アンレヒテ本課程学校とアンレヒテ実科学校は、2017年7月31日までの年次で閉鎖された。
アンレヒテでは、リップシュタット市民大学の様々なコースが開講されている。
アンレヒテは図書館を有しており、さらにゾースト郡の移動図書館が定期的に巡回している。

## 人物

### 出身者
- ゴットハルト・ケトラー（1517年 - 1587年）リヴォニア騎士団総長、クールラント・ゼムガレン公